# Морі (стиль)

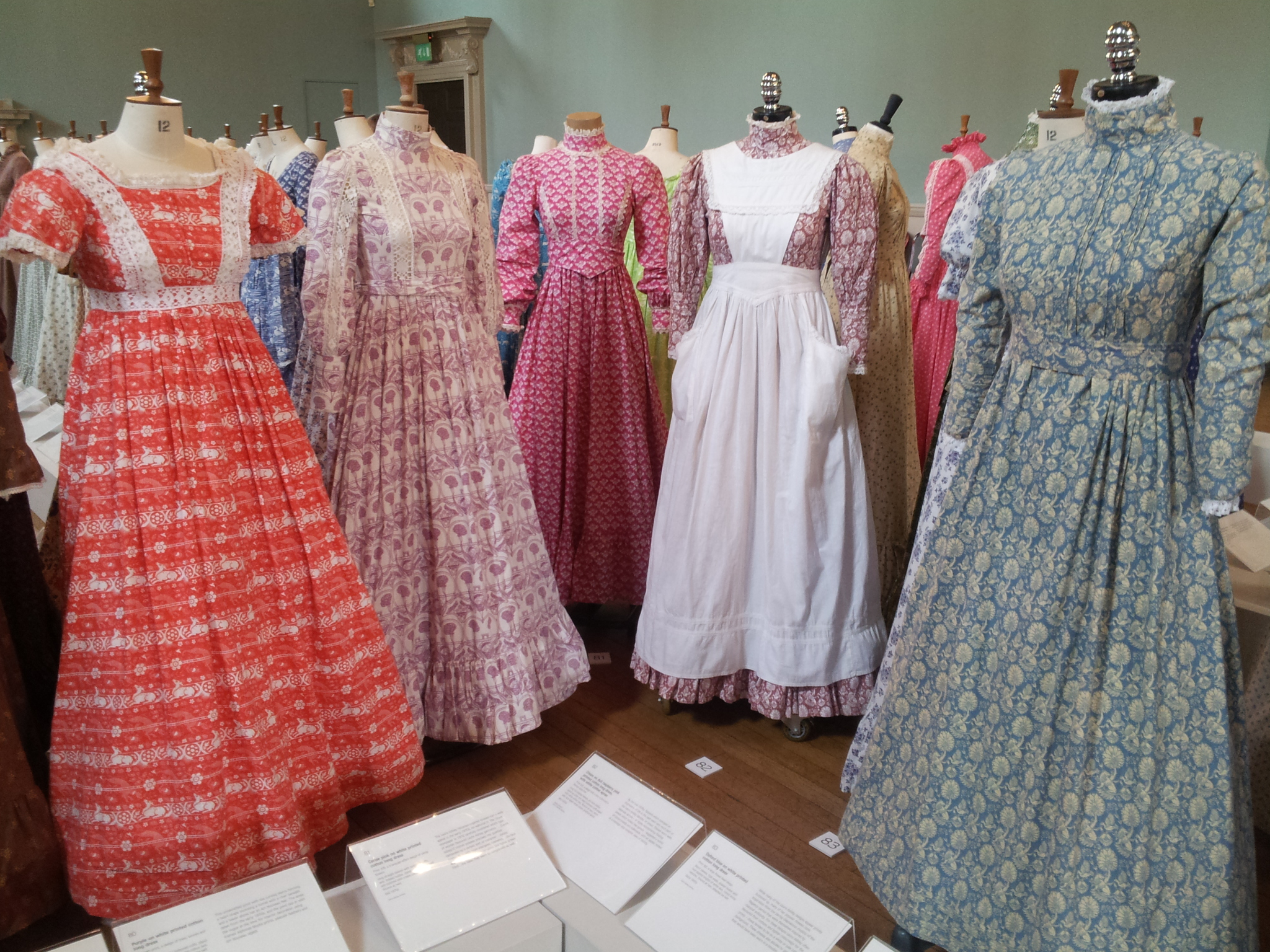
Сукні модельєра Лори Ешлі (1970-ті) у сільському стилі. Музей моди Бата, 2013 рік.

Морі (яп. 森ガール, моріґа:ру, «лісова дівчина») — японська субкультура, що зародилася в мережі "Mixi ". Популяризує образ романтичної «дівчини з лісу», яка цінує природу та неквапливий, споглядальний спосіб життя. Найбільш привабливим для прихильників стилю є пошук нового, що ще ніхто не носив. Через незацікавленість у стилі індустрії моди, відсутність вузькоспеціалізованих магазинів, тематичних журналів стиль повільно набирає кількість шанувальників.

## Поява
З японської слово «морі» перекладається як «ліс». Якось молоду японську дівчину, яка користується псевдонімом «Теко-сан», назвали «дівчиною з лісу», і 24 серпня 2006 року вона вирішила створити інтернет-спільноту в «Mixi» — популярній соціальній мережі в Японії. Через п'ять років кількість учасників спільноти досягла 36 тисяч осіб, а кількість груп стилю зросла до шістдесяти.
Головним місцем для представників стилю «морі» є токійський квартал Коендзі де безліч магазинів секонд-хенду. Представники стилю купують тут вінтажний одяг для свого образу «дівчини із лісу». При цьому для цього стилю немає прив'язки до цього кварталу чи району. Для порівняння, для стилю лоліти відкрито спеціалізовані магазини в універмазі «Ла форе» та на вулиці Такесіта.

## Особливості
Дівчата стилю «морі» цінують природу, дбають про екологію, люблять робити фото природи та займаються рукоділлям, надають перевагу самотності, спілкуючись через соціальні мережі. Вони ведуть не квапливий спосіб життя спостерігаючи за природою. Вони не йдуть за трендами, воліючи залишатися в тіні, охоче діляться своїми поглядами з однолітками. Представниці «морі» надихаються північноєвропейською та скандинавською культурами.
«Морі» намагаються через одяг створити особливу атмосферу чи образ, змішуючи різноманітні бренди із власноруч виготовленими предметами одягу. Не існує окремого модного будинку, що створює образи для «морі», але бренд «Sirop», що з'явився у 2002 році, багато в чому відповідає бажанням стилю «морі». Сукні силуету-А з натуральних тканин часто виготовляються з пишними рукавами які витримані в непомітних, землистих відтінках і прикрашені квітковими принтами, кліткою або горохом. Багатошаровості додають мережива, накидки, жилети, пончо та великі шарфи. Образи доповнені недорогими аксесуарами ручної роботи, пухнастими капелюшками із шерсті, хутра чи іншого натурального матеріалу. Взуття зручне з округлими носами, на плоскій підошві. Завите волосся з прямим рідким чубчиком надає образу наївності.

## Популярність
Щоб створити образ лоліти необхідно купувати предмети одягу та аксесуари які є доволі дорогими порівняно зі стилем «морі». «Ляльковий» стиль Dolly-kei, що з'явився у 2007 році, поєднав у собі стилі лоліти і «морі», використовуючи вбрання та європейські аксесуари. Як і «морі», Dolly цінують старовину та предмети ручної роботи.
Через незацікавленість модельної індустрії та відсутність вузькоспеціалізованих магазинів, тематичних журналів стиль повільно набирає кількість шанувальників.
Акторки Аої Міядзакі та Ю Аої зараховують себе стилю «морі».
Модель та дизайнер одягу Кейт Ламберт (Като) у 2014 році представила свою колекцію стилю «морі».